# Geometrie absolută
Geometria absolută este o geometrie bazată pe un sistem axiomatic pentru geometria euclidiană fără axioma paralelelor sau oricare dintre alternativele sale. Tradițional, aceasta a însemnat folosirea doar a primelor patru postulate ale lui Euclid, dar deoarece acestea nu sunt suficiente ca bază a geometriei euclidiene, sunt folosite alte sisteme, cum ar fi axiomele Hilbert⁠(d), fără axioma paralelelor. Termenul a fost introdus de János Bolyai în 1832. Uneori este numită geometria neutră, ca fiind neutră față de axioma paralelelor.

## Proprietăți
S-ar putea imagina că geometria absolută este un sistem destul de slab, dar nu este așa. În Elementele lui Euclid primele 28 de propoziții și propoziția 31 evită utilizarea axiomei paralelelor, prin urmare sunt valabile în geometria absolută. De asemenea, în geometria absolută se poate demonstra teorema unghiului exterior (un unghi exterior al unui triunghi este mai mare decât oricare dintre unghiurile opuse ale triunghiului), precum și teorema Saccheri–Legendre, care afirmă că suma dintre măsurile unghiurilor dintr-un triunghi are cel mult 180°.
Propoziția 31 este despre construcția unei paralele la o dreaptă dată printr-un punct care nu este pe dreapta dată. Deoarece demonstrația necesită doar utilizarea propoziției 27 (teorema unghiurilor alterne interne), este o construcție validă în geometria absolută. Mai precis, se afirmă că pentru orice dreaptă d și orice punct P care nu se află pe d, există cel puțin o dreaptă prin P care este paralelă cu d. Acest lucru poate fi demonstrat folosind o construcție familiară: având în vedere o dreaptă d și un punct P care nu este d, se trasează perpendiculara m din P pe d, apoi se trasează o perpendiculară n pe m prin P. Conform teoremei unghiurilor alterne interne, d este paralelă cu n. (Teorema unghiurilor alterne interne afirmă că dacă dreptele a și b sunt tăiate de o dreaptă transversală t astfel încât să existe o pereche de unghiuri alterne interne congruente, atunci a și b sunt paralele.) Construcția de mai sus și teorema unghiurilor alterne interne nu depind de axioma paralelelor, prin urmare sunt valabile în geometria absolută.
În geometria absolută este demonstrabil și că „două drepte perpendiculare pe aceeași dreaptă nu se pot intersecta” (ceea ce face ca cele două drepte să fie paralele prin definiția paralelelor), demonstrând că unghiurile de vârf ale unui patrulater Saccheri nu pot fi obtuze, iar geometria sferică nu este o geometrie absolută.

## Relația cu alte geometrii
Teoremele geometriei absolute sunt valabile în geometria hiperbolică, care este o geometrie neeuclidiană, precum și în geometria euclidiană.
Geometria absolută este inconsistentă cu geometria eliptică: în această teorie, nu există deloc linii paralele, dar este o teoremă de geometrie absolută faptul că liniile paralele există. Totuși, este posibil să se modifice sistemul de axiome astfel încât geometria absolută, așa cum este definită de sistemul modificat, să includă geometrii sferice și eliptice, care nu au linii paralele.
Geometria absolută este o extensie a geometriei ordonate și, prin urmare, toate teoremele din geometria ordonată sunt valabile în geometria absolută. Reversul nu este adevărat. Geometria absolută presupune (acceptă) primele patru dintre axiomele lui Euclid (sau echivalentele lor), în contrast cu geometria afină, care nu presupune axiomele a treia și a patra ale lui Euclid. (3: Dat fiind un segment de dreaptă, se poate construi un cerc cu centrul la unul din capetele segmentului și care are segmentul drept rază; 4. Toate unghiurile drepte sunt congruente)
Geometria ordonată este o bază comună atât a geometriei absolute, cât și a celei afine.
Geometria relativității speciale a fost dezvoltată începând cu nouă axiome și unsprezece propoziții din geometria absolută. Autorii Edwin Bidwell Wilson și Gilbert Newton Lewis au trecut dincolo de geometria absolută când au introdus rotația hiperbolică⁠(d) ca transformare care leagă două sisteme de referință.

## Planele Hilbert
Un plan care satisface în geometria ordonată axiomele de incidență⁠(d) și congruență ale lui Hilbert este numit „plan Hilbert”. Planele Hilbert sunt modele ale geometriei absolute.

## Incompletitudine
Geometria absolută este un sistem axiomatic incomplet⁠(d), în sensul că se pot adăuga axiome suplimentare independente fără a face sistemul de axiome inconsistent. Se poate extinde geometria absolută prin adăugarea de axiome diferite despre paralele și se pot obține sisteme de axiome incompatibile, dar consistente, dând naștere geometriei euclidiene sau hiperbolice. Astfel, fiecare teoremă a geometriei absolute este o teoremă a geometriei hiperbolice și a geometriei euclidiene. Însă afirmația inversă nu este adevărată.